# Vračeški manastir
Vračeški manastir "Svetih četrdeset mučenika" aktivan je manastir Bugarske pravoslavne crkve, dio Lovečke biskupije. Smješten je 5 km zapadno od sela Vračeš i 10 km od Botevgrada.
Vračeški manastir osnovan je u 13. stoljeću poslije bitke kod Klokotnice, kada je car Ivan Asen II. porazio vladara Epira Teodora Komnina. Spomendan bitke postao je dan proslave i sjećanja na Svetih četrdeset mučenika i pobjedonosna kralja, kojemu su u čast izgrađene mnoge crkve i manastiri koji nose njihovo ime. Kada je manastir utemeljen, u njemu su bili redovnici, koji su marljivo prepisivali i širili liturgijske knjige. U 17. stoljeću postojala je manastirska škola. 
Manastir je spaljen je u 15. i 18. stoljeću. Potonuo je u zaborav sve do 1890. godine. Na starim temeljima najpoznatiji majstor Botevgrada toga vremena Vuno Markov sagradio je skromnu crkvu. Redovnički je život u manastiru obnovljen. U početku su bili samo muški redovnici, a od 1937. godine djeluju i redovnice.
Osim crkve, postoje i stambeni i poslovni objekti. Manastirska crkva ima arhitektonske elemente: brod, apside, kupolu, unutarnji i vanjski trijem, iznad kojega se uzdiže zvonik. U jednoj od stambenih zgrada kasnije je sagrađena kapela posvećena sv. Klimentu Ohridskom. Iznad manastira nalazi se oštar vrh, na kojem su ostaci utvrde Gradišće (Ceskovgrad).
Danas je manastir proglašen spomenikom kulture.